# Kościół św. Mikołaja w Bydgoszczy

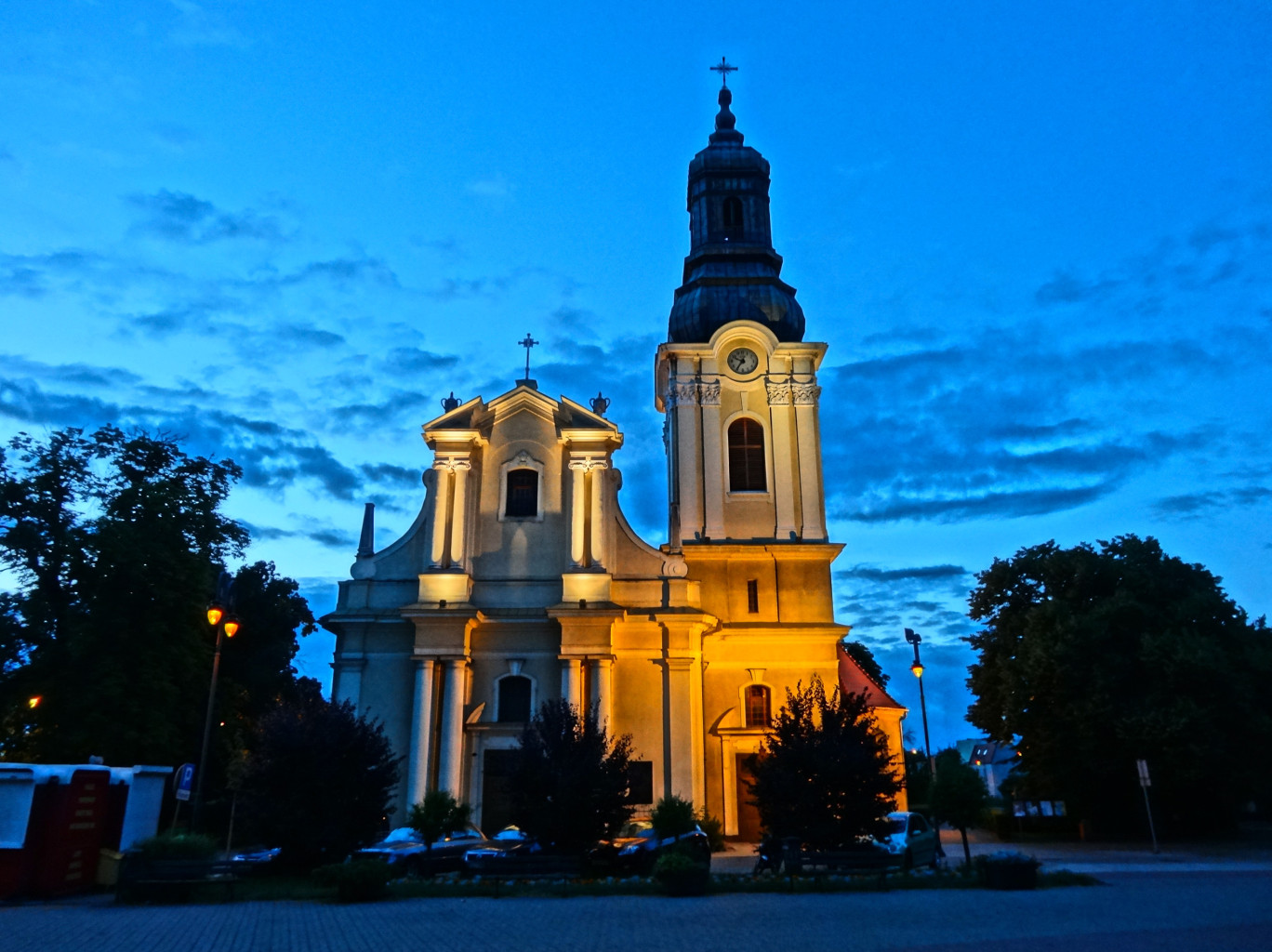
Wieczorem

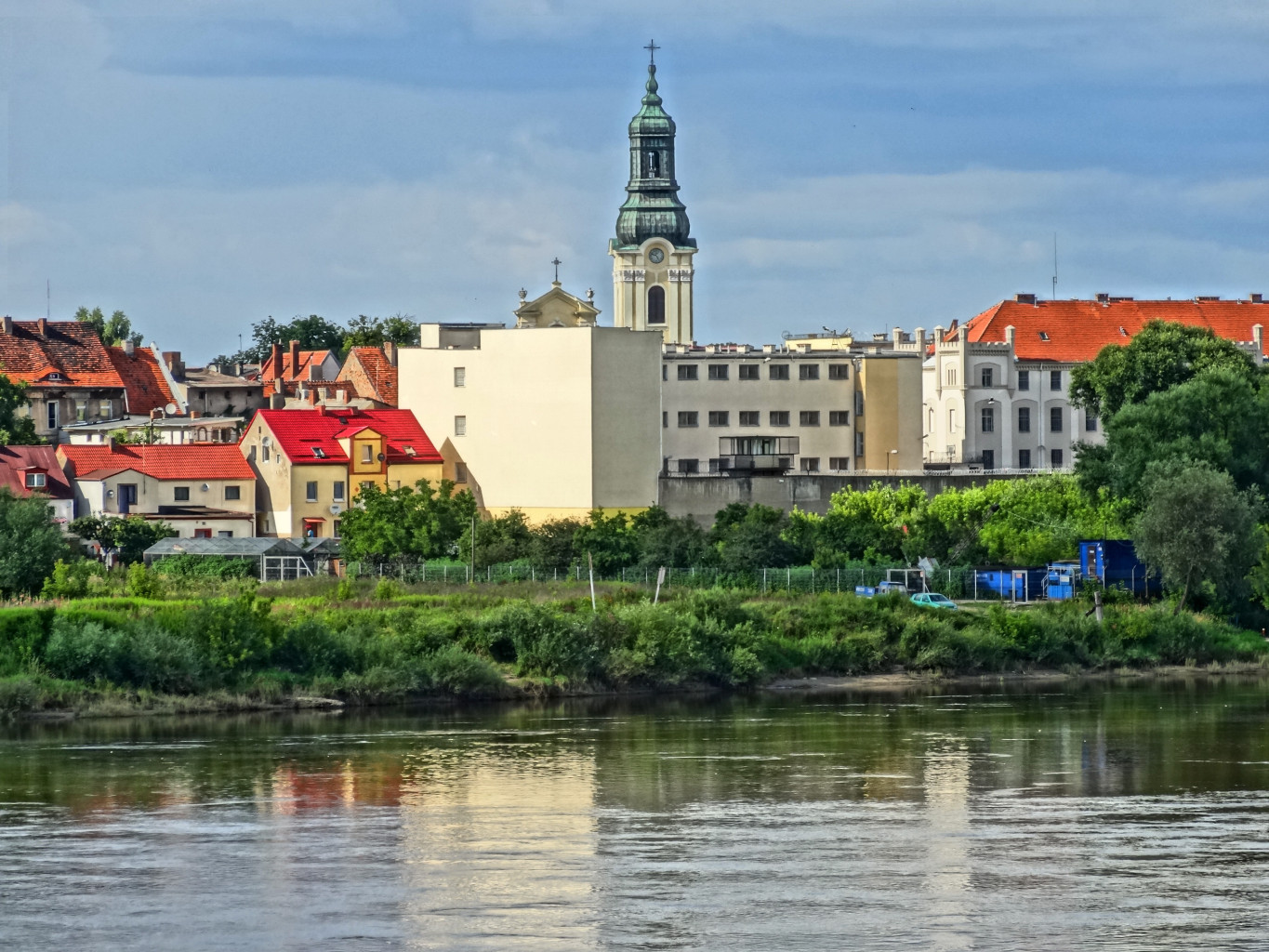
W panoramie nadwiślańskiej

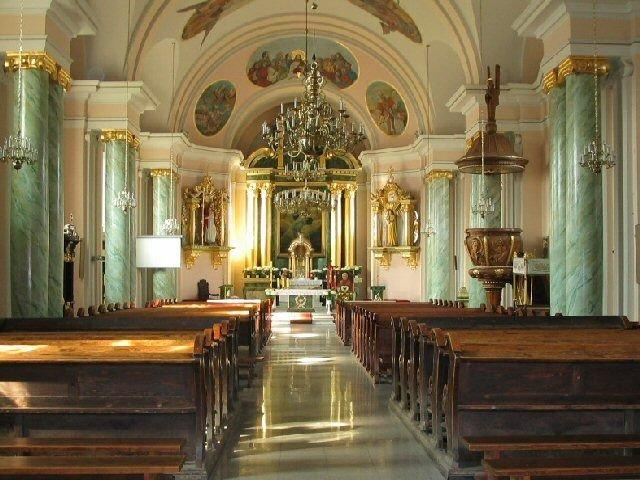
Wnętrze

Kościół św. Mikołaja w Bydgoszczy – kościół położony w Bydgoszczy-Fordonie, którego patronem jest św. Mikołaj.

## Położenie
Kościół znajduje się po północnej stronie rynku w Starym Fordonie, we wschodniej części Bydgoszczy, ok. 400 m od rzeki Wisły.

## Historia
Kościół św. Mikołaja jest najstarszą budowlą sakralną Fordonu, choć większość murów obecnej świątyni zostało zbudowanych w latach międzywojennych.
Pierwszy drewniany kościół został zbudowany po drugiej lokacji miasta przez Władysława Jagiełłę w 1424. Wcześniej na nabożeństwa mieszczanie udawali się do Wyszogrodu do kościoła św. Marii Magdaleny, który stanowił najstarszy kościół parafialny w okolicy, istniejący co najmniej od XII wieku.
Zniszczenie Wyszogrodu w 1330 spowodowało translokację ośrodka osadniczego 2 km na wschód w rejon dzisiejszego Fordonu. Późniejsze lokacje Władysława Opolczyka i Władysława Jagiełły utwierdziły ten stan.
W latach 30. XV wieku centrum życia parafialnego zostało przeniesione z Wyszogrodu do Fordonu. Skutkowało to opuszczeniem i stopniowym upadkiem kościoła wyszogrodzkiego, natomiast budową nowej świątyni w Fordonie.
Z wizytacji kościelnych wynika, że kościół wyszogrodzki w spełnianiu funkcji duszpasterskich i parafialnych został zastąpiony przez kościół w Fordonie między 1375 a 1430. Obecna parafia św. Mikołaja stanowi kontynuację średniowiecznej parafii wyszogrodzkiej. Pierwszy ksiądz w Fordonie został wymieniony pod datą 1435. Parafia fordońska obejmowała miasto, a także wsie: Łoskoń, Pałcz, Wyszogród oraz wsie dawnej parafii wyszogrodzkiej: Siersko (Siernieczek), Jarużyn, Miedzyń, i Strzelce.
Nie jest znana data erekcji pierwszego kościoła fordońskiego, natomiast patronem świątyni był już wtedy św. Mikołaj – biskup. Wewnątrz świątyni znajdowały się trzy ołtarze. W ołtarzu głównym umieszczono figurę przedstawiającą Przemienienie Pańskie. Proboszcz miał do pomocy zwykle dwóch wikariuszy.
Pierwsza świątynia drewniana spełniała swoją funkcję do końca XVI wieku. 
W 1598 sufragan włocławski, a równocześnie proboszcz fordońskiej parafii Baltazar Miaskowski, rozpoczął budowę murowanego kościoła pw. św. Mikołaja, którą zakończono w I połowie XVII wieku. Wzniesiono wówczas jednonawowy, orientowany i bezwieżowy późnogotycki kościół, który w swojej formie z niewielkimi zmianami, przetrwał do początku 1927 roku. Kościół został postawiony poza zwartą zabudową miasta, przy placu, na którym w tamtych czasach oczekiwano na przeprawę przez Wisłę. W 1632 r. w krypcie pod prezbiterium pochowano rodzinę szlachcica Łukasza Wybranowskiego herbu Poraj.
W 1691 w miejscu spalonego kościoła został postawiony nowy budynek, różniący się od poprzedniego dobudowaną od północy kaplicą pw. św. Anny. W I połowie XVIII wieku świątynia została gruntownie odnowiona. Dobudowano m.in. murowaną kruchtę oraz wieżyczkę - sygnaturkę.
W połowie XVIII wieku w kościele znajdowało się pięć ołtarzy: główny przedstawiający Zmartwychwstanie Pańskie oraz boczne: św. Anny (w kaplicy), Zwiastowania Najświętszej Maryi Panny, św. Barbary i św. Józefa. Przed kościołem, na terenie cmentarza, postawiono kolumnę z postacią św. Jana Nepomucena. Założono także szkołę parafialną oraz przytułek dla ubogich.
Od 1765 parafia i kościół był siedzibą dekanatu fordońskiego, natomiast od 1824 zmienił przynależność diecezjalną. W latach zaboru pruskiego, z powodu trudnej sytuacji materialnej społeczności polskiej w Fordonie, kościół parafialny był dość zaniedbany. Jedyne inwestycje wykonano w połowie XIX wieku: do ściany północnej nawy kościoła dobudowano małą kaplicę a od strony południowej dostawiono kruchtę z dodatkowym wejściem.
Po odzyskaniu niepodległości w 1920 Fordon ujednolicił się narodowościowo. Podczas gdy zmniejszające się społeczności ewangelików i żydów posiadały okazałe obiekty kultu religijnego: zbór oraz synagogę, miejscowych katolików nie satysfakcjonował niewielki obiekt sakralny, za mały jak na potrzeby społeczności. Wobec tego w 1923 rozpoczęto starania o rozbudowę kościoła. Projekt świątyni wykonał w 1923 architekt Stefan Cybichowski. Przewidywał on wykorzystanie murów pierwotnego kościoła przy budowie neobarokowej, jednonawowej, trzyprzęsłowej świątyni z wieżą nakrytą barokowym hełmem.
Prace rozpoczęto w 1926 od rozbiórki nawy i kaplicy starej świątyni. Wznoszenie nowej części kościoła wykonano w latach 1927–1928. Podczas budowy świątynię przedłużono w kierunku północnym dodatkowo o jedno przęsło, zwiększając w ten sposób długość nawy z ok. 30 na 38 metrów oraz powiększono okna, które doświetliły wnętrze.
Wieżę wzniesiono w 1929, zawieszając w niej trzy dzwony z rozebranej wcześniej drewnianej dzwonnicy. Prace wykończeniowe trwały jeszcze do początku lat 30., kiedy to dostarczono niezbędne wyposażenie kościoła, a bryłę nowej świątyni wraz z pozostałością dawnej, ujednolicono nowymi tynkami.
Rozbudowa świątyni zmieniła radykalnie formę budowli z małego późnogotyckiego kościółka na majestatyczną, neobarokową budowlę dominującą nad starym Fordonem.
We wrześniu 1939 kościół został uszkodzony podczas bombardowań i następnie zamknięty przez niemieckie władze okupacyjne do stycznia 1940 r. 2 października 1939 r. przed frontem kościoła odbyła się publiczna egzekucja, w której zginęli m.in. ks. prał. Henryk Szuman i ks. Herbert Raszkowski.
Po wojnie, mimo wielu trudności kontynuowano prace remontowe i drobne inwestycje. Wystawiony został nowy ołtarz św. Barbary, wyposażono kościół w nowoczesne oświetlenie i megafonizację, wymieniono i wyremontowano organy. W 1959 prof. Konrad Dargiewicz z Torunia wykonał freski na sklepieniu kościoła.
12 czerwca 1980 w wyniku uderzenia pioruna, spłonęła wieża kościelna. W efekcie przeprowadzonego remontu w 1982 zmieniono barokowy hełm wieży i obito go blachą miedzianą.
Znaczącą renowację kościoła podjęto w latach 90. XX wieku. W 1994 odnowiono elewację fasady świątyni, w 1995 odnowiono wieżę oraz zainstalowano na niej zegar, a w 1998 zamontowano zewnętrzną iluminację świetlną.

## Architektura
Obecna bryła kościoła została zbudowana w stylu neobaroku. Świątynia jest jednonawowa, murowana, otynkowana, z zamkniętym prezbiterium skierowanym na północ i wieżą w południowo-wschodnim narożniku. Pierwotnie orientowana, obecnie jest rozwinięta na osi północ-południe. Przy elewacji wschodniej znajduje się kaplica (prezbiterium dawnej świątyni) zamknięta trójbocznie, a od północy prostokątna zakrystia. Fasada jest dwukondygnacyjna z górną kondygnacją ograniczoną po bokach spływami wolutowymi i obeliskami, zdobiona parami kolumn, w przyziemiu toskańskimi, w górnej części jońskimi. Wieżę o wysokości 48,8 m zdobią pilastry o korynckich kapitelach i wydatne gzymsy. Pokrywa ją masywny hełm miedziany z lat 80. XX wieku.

## Wyposażenie wnętrza
Wnętrze kościoła jest nakryte sklepieniem kolebkowym z lunetami na gurtach, wsparte na przyściennych kolumnach. W kaplicy zastosowano drewniany strop kasetonowy. W podziemiu znajduje się krypta grobowa rodziny Wybranowskich z 1639, a płytę nagrobną umieszczono na północnej ścianie kaplicy.
Obecnie we wnętrzu kościoła znajduje się nie tylko wyposażenie z lat 20. i 30. XX w., ale także pozostałości barokowego wyposażenia, pochodzącego ze starej świątyni. Na szczególną uwagę zasługują ołtarze, freski sufitowe, witraże, obrazy w ołtarzach, figury oraz feretrony.

### Ołtarze
Obecnie w kościele znajduje się siedem ołtarzy:
1. ołtarz główny w prezbiterium projektu Stefana Cybichowskiego; do 1937 mieścił obraz „Zdjęcie z krzyża” Antoniego Michalaka, a od 1947 obraz „Najświętsza Maryja Panna” namalowany przez Stanisława Wojciechowskiego,
2. ołtarz boczny w prezbiterium z rzeźbą Najświętszego Serca Pana Jezusa[4],
3. ołtarz boczny w prezbiterium z rzeźbą św. Józefa[4],
4. barokowy ołtarz w kaplicy akademickiej - dawny ołtarz główny starej, XVII-wiecznej świątyni,
5. ołtarz boczny św. Barbary, polichromowany, usytuowany naprzeciw kaplicy akademickiej;  po podniesieniu do góry obrazu św. Barbary odsłania się drugi obraz św. Anny Samotrzeć z połowy XIX w. ufundowany przez A. Kryskę,
6. współczesny ołtarz modlitewny z ok. 1960 z obrazem „Jezu ufam Tobie”, usytuowany z przodu nawy po prawej stronie prezbiterium,
7. współczesny ołtarz modlitewny z ok. 1960 z obrazem Matki Bożej Nieustającej Pomocy, usytuowany z przodu nawy po lewej stronie prezbiterium.

### Pozostałości starej świątyni
Najstarszą częścią świątyni, zachowaną z końca XVI wieku jest kaplica przylegająca od wschodu. Jest to trójbocznie zamknięte prezbiterium starej świątyni, które pierwotnie oddzielone było od nawy łukiem tęczowym. W kaplicy zachowały się dwa okna o zaokrąglonych łukach. Obecnie są wypełnione witrażami:
- witraż lewy przedstawia św. Wojciecha związanego z Wyszogrodem,
- witraż prawy przedstawia postać św. Marii Magdaleny, patronkę kościoła wyszogrodzkiego, którego kontynuatorem jest kościół fordoński.

Obecnie miejsce to pełni rolę kaplicy akademickiej oraz siedziby Duszpasterstwa Akademickiego „Emaus”.
Kaplica posiada ołtarz stanowiący najcenniejszy zabytek sztuki sakralnej dawnego kościoła, wykonany w stylu barokowym, z połowy XVII wieku. Zwieńczenie ołtarza wykonano w połowie XVIII wiek w stylu rokoko. W ołtarzu umieszczony jest obraz namalowany w połowie XVII w. przez nieznanego artystę. Przedstawia on, na tle krajobrazu, adorację Najświętszej Marii Panny przez św. Mikołaja i św. Marcina.
Ponadto od strony północno-wschodniej, zarówno do dawnego prezbiterium, jak i obecnej nawy kościoła przylega pierwotna niska zakrystia z oryginalnym sklepieniem kolebkowym z lunetami.
We wnętrzu kościoła zachowały się trzy feretrony pochodzące ze starego kościoła:
- feretron w oprawie gotyckiej z wizerunkami: św. Anny Samotrzeć (jedna strona) i zakonnika franciszkańskiego (druga strona),
- feretron pochodzący z końca XVIII w., polichromowany, z obrazami na blasze, przedstawia „Niepokalane Poczęcie” (jedna strona) i  św. Antoniego (strona druga),
- feretron z pierwszej połowy XVIII wieku z obrazami z końca XIX w. z wizerunkami Świętej Trójcy ze św. Anną i Maryją (jedna strona) oraz św. Mikołaja (druga strona).

Spośród zabytków ruchomych znajdują się na wyposażeniu kościoła m.in.:
- złoty gotycki kielich z 1585, z renesansowym ornamentem;[7]
- kielich barokowy z 1734[8]
- srebrna, kuta monstrancja barokowa z 1745[9];
- kielich późnorenesansowy oraz barokowy.

Na wyposażeniu kościoła znajdował się również dzwon z 1643 o średnicy dolnej 96 cm z napisem Laudate Dominum in cymbylis bene sonantibus i z medalionem św. Mikołaja. Dzwon ten służył parafii do dnia 12 czerwca 1980, czyli do dnia pożaru wieży kościoła, kiedy to w wyniku upadku na ziemię pękł. Na początku lat dziewięćdziesiątych został on przetopiony na dzwon dla nowo powstałej parafii św. Jana w Fordonie.

## Galeria

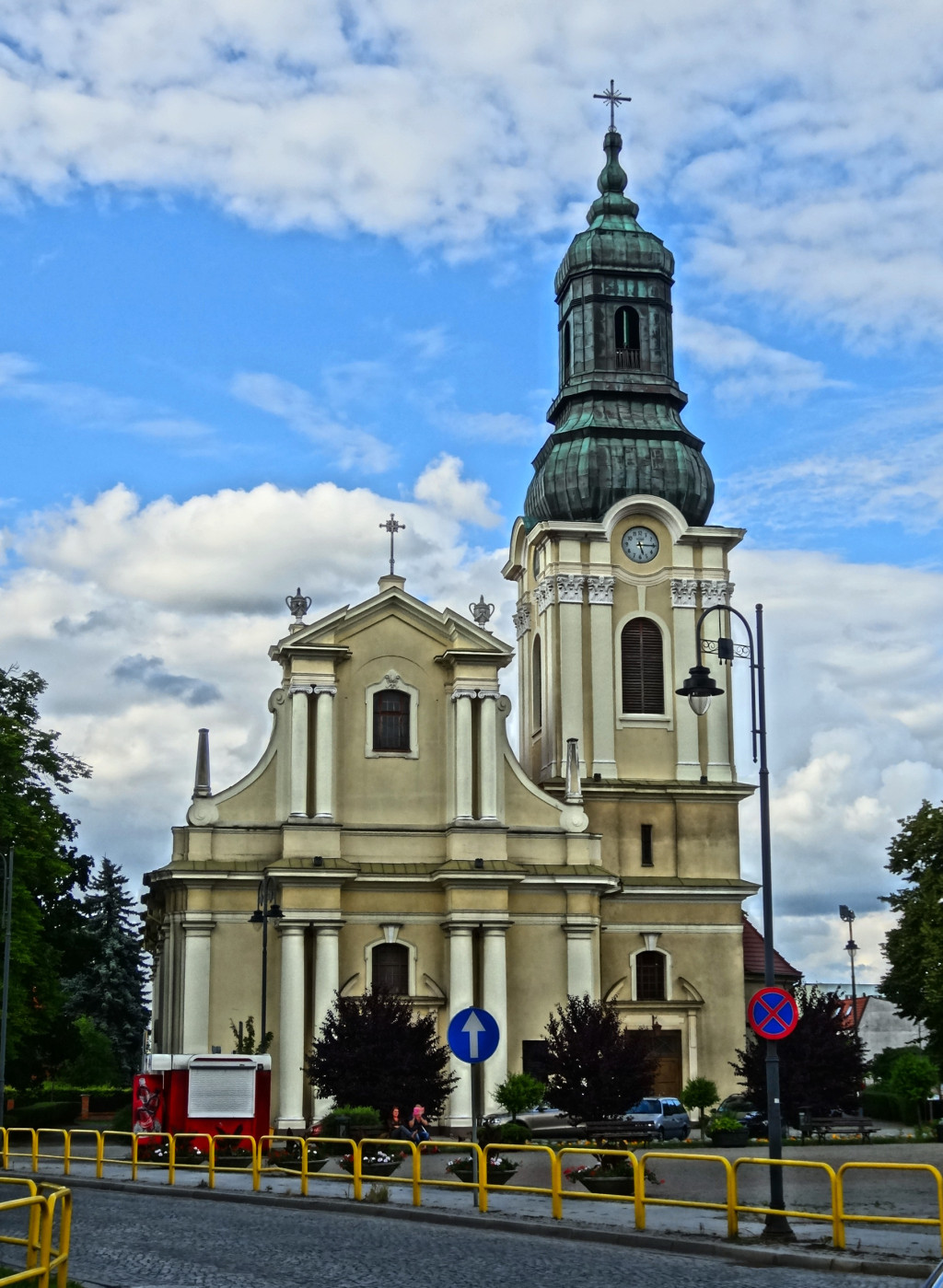
Z rynku w Fordonie
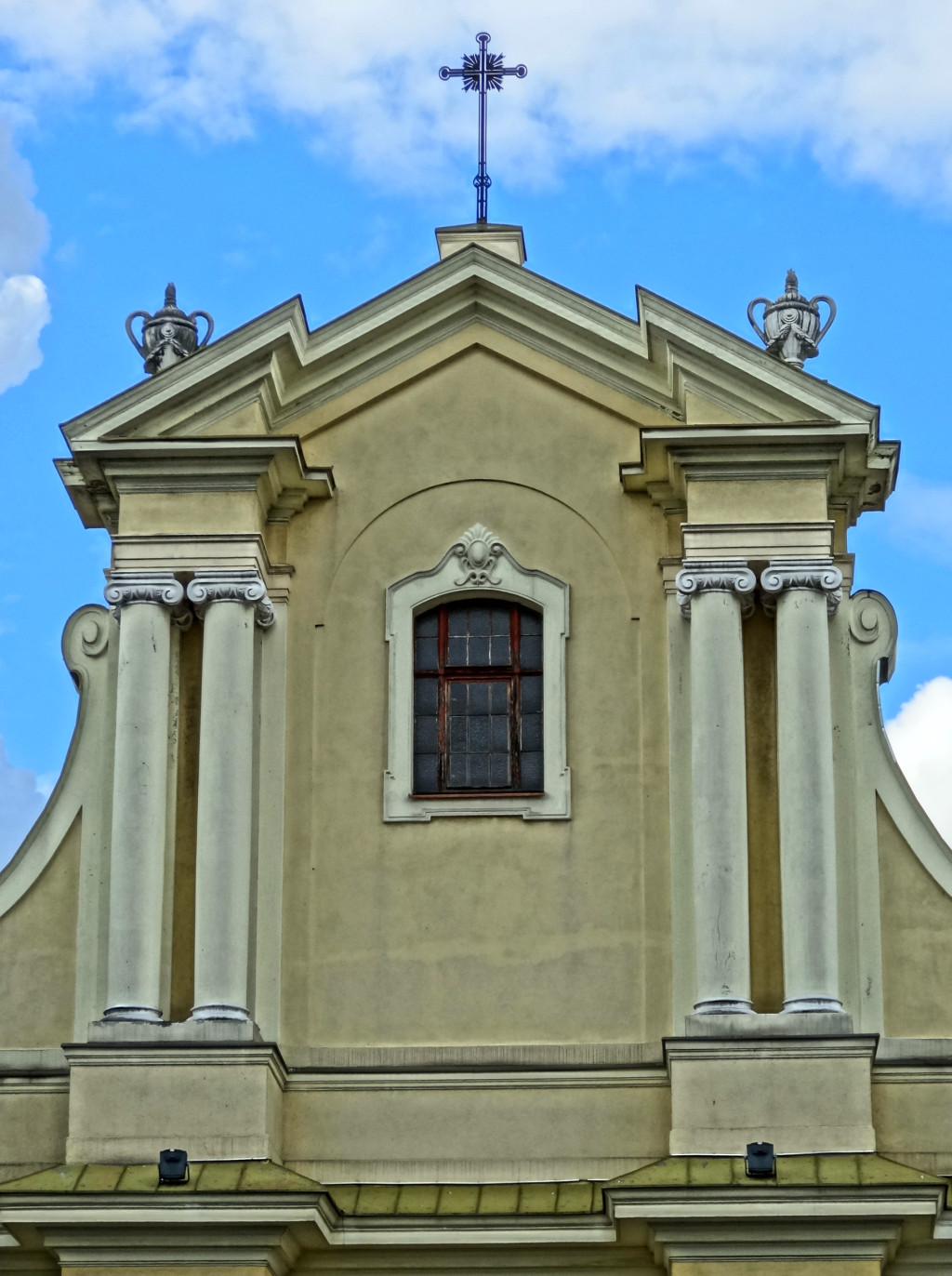
Szczyt
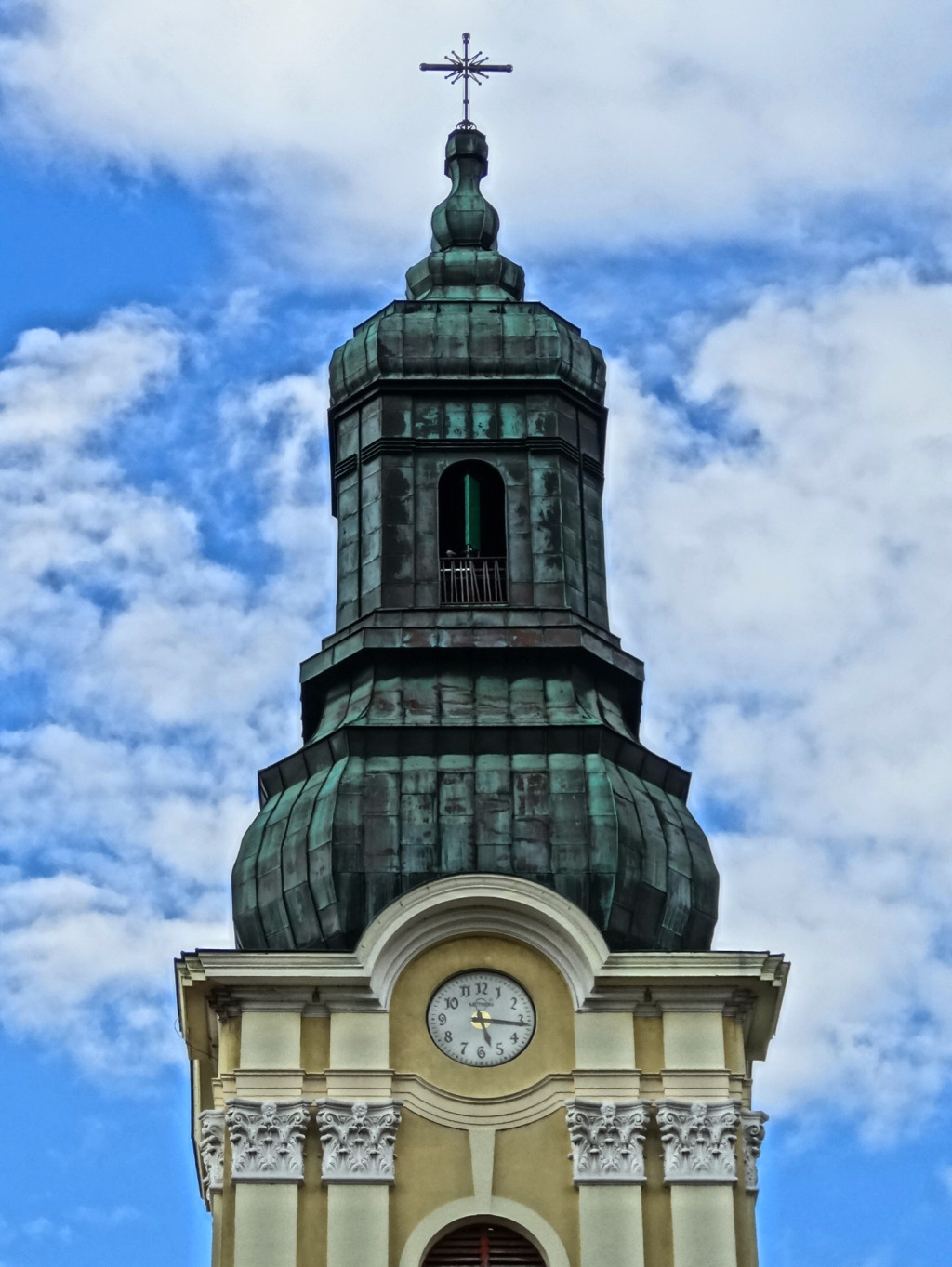
Wieża
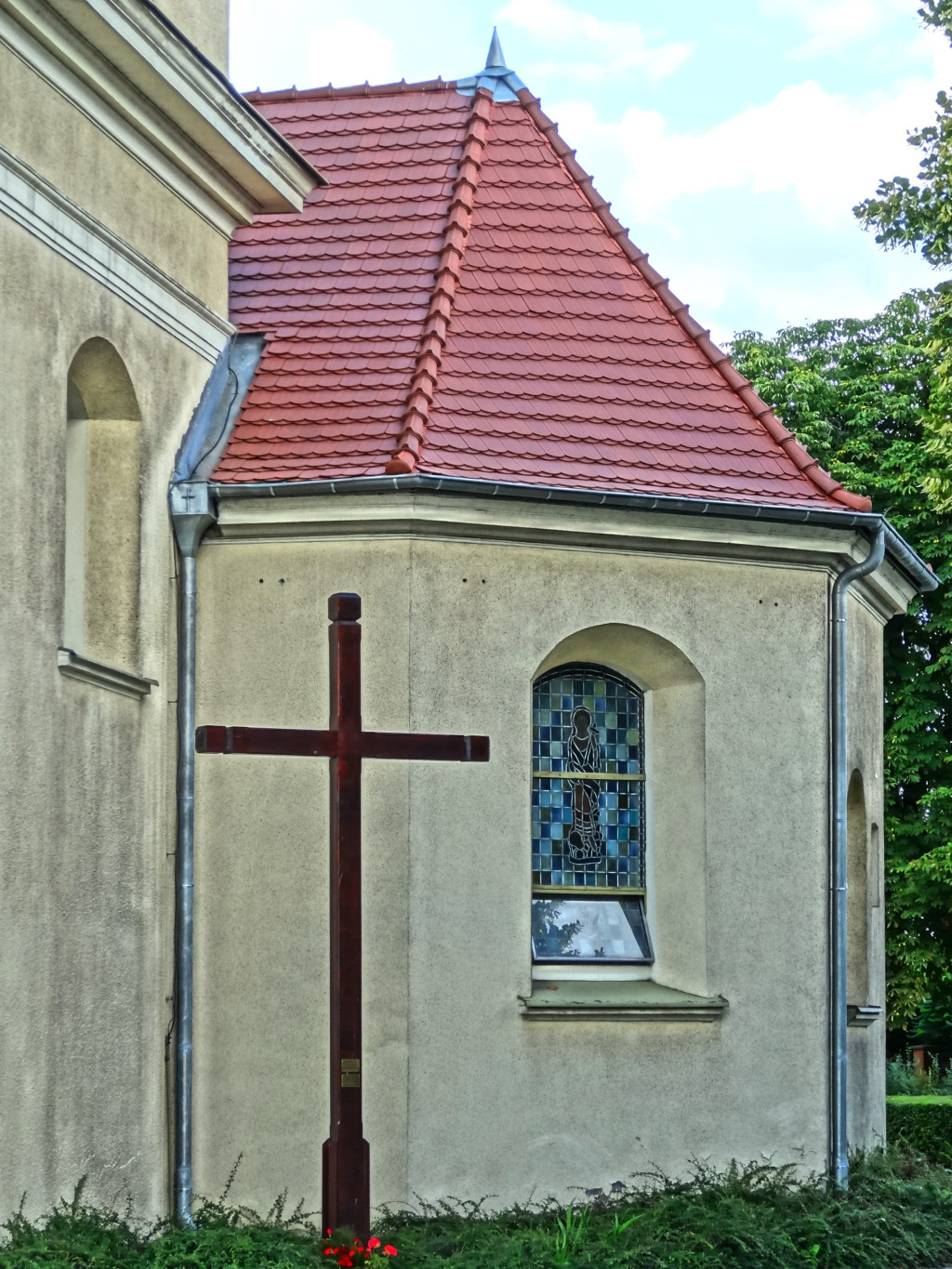
Kaplica, dawne prezbiterium zbud. w XV wieku
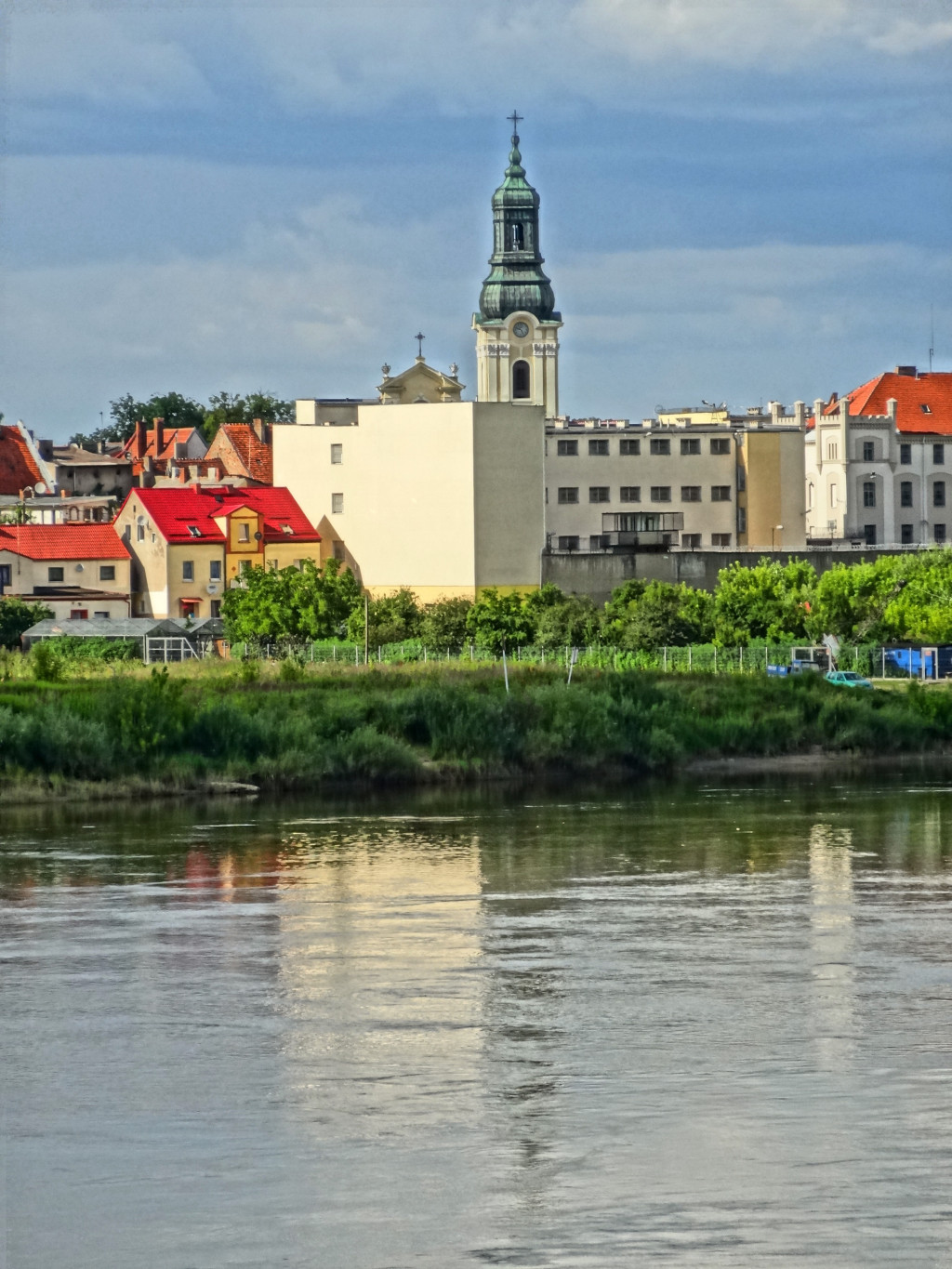
Od strony Wisły
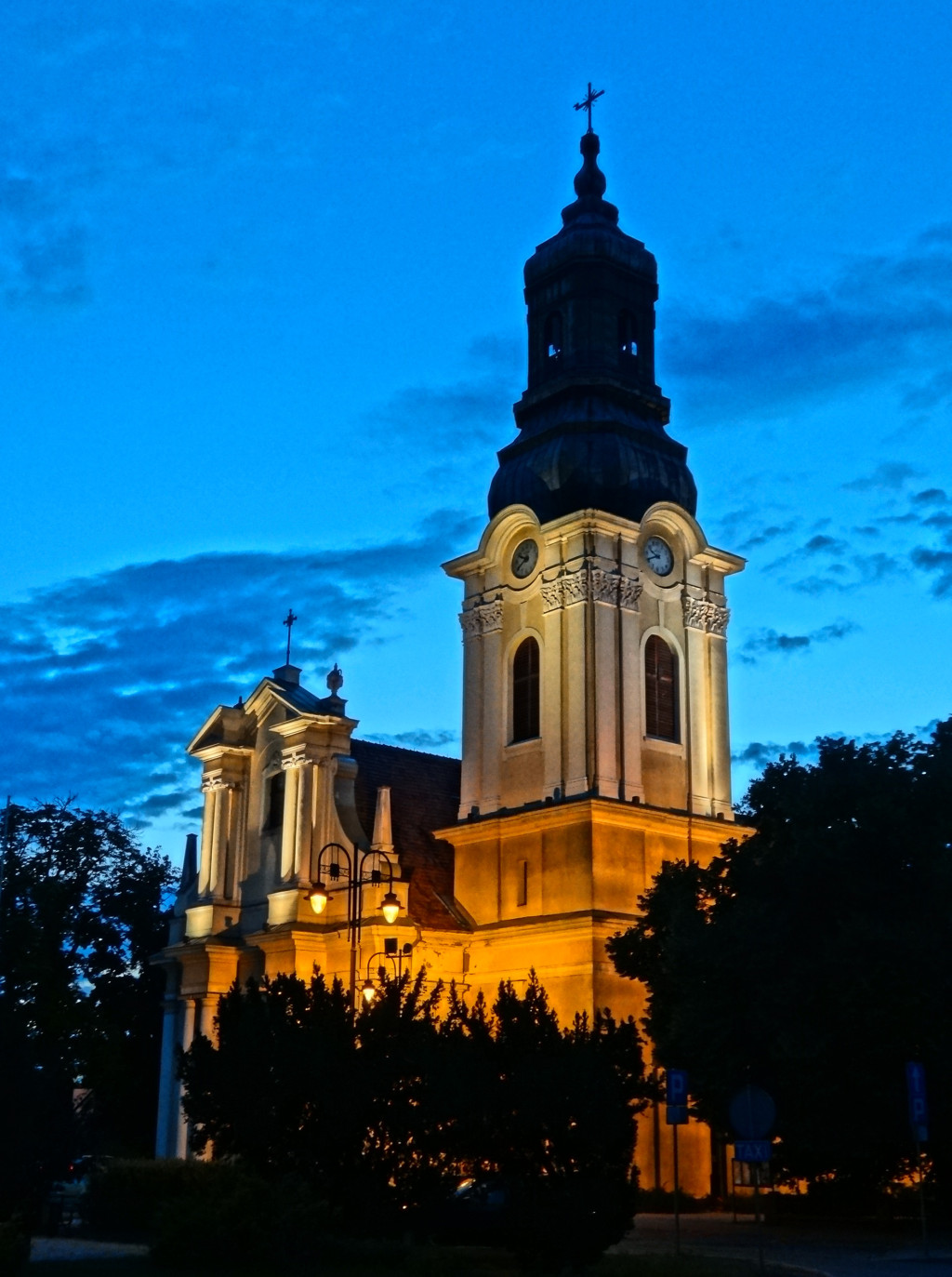
Wieczorem
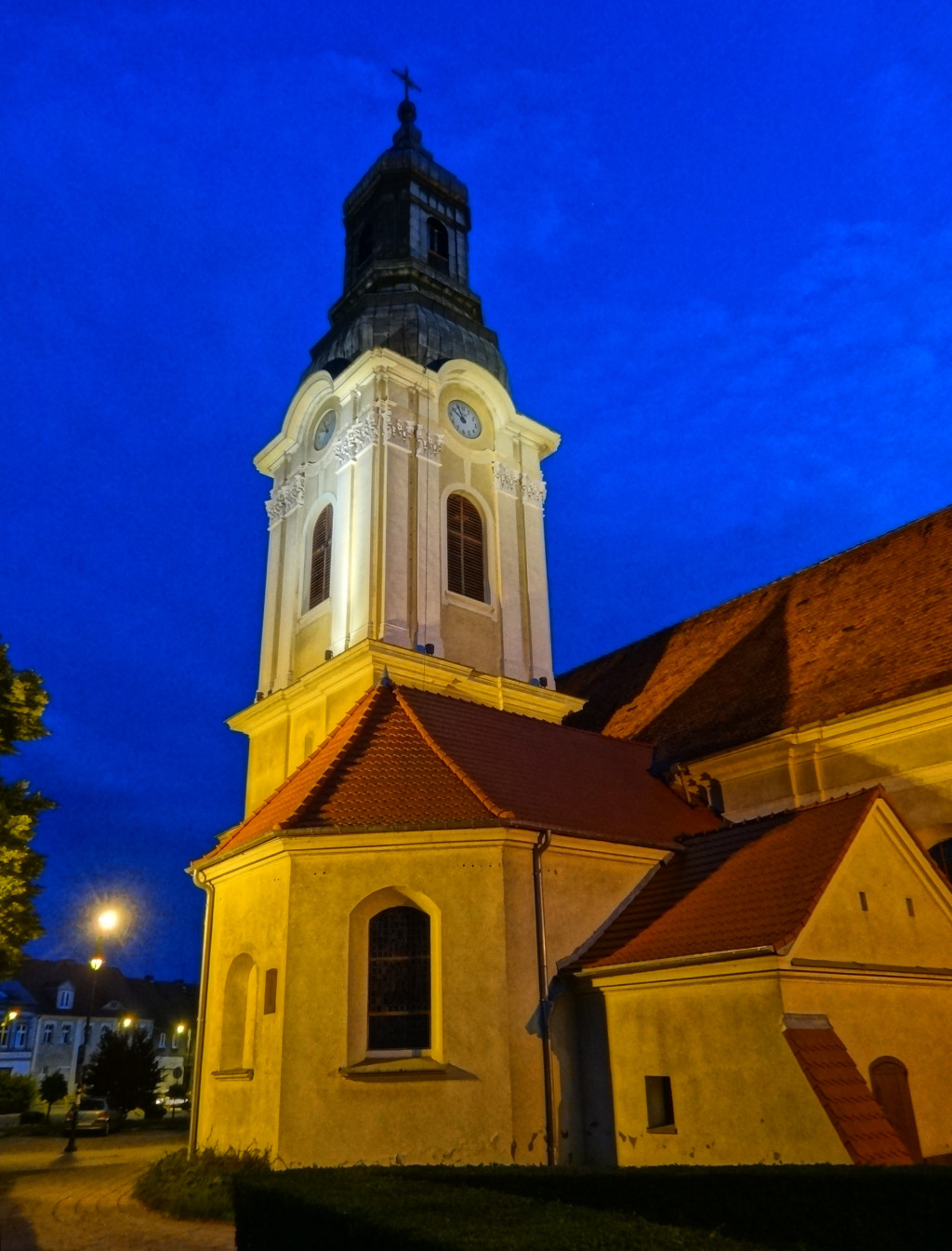
Widok z kaplicą